# Фёдоровка (Ровненский район)
Фёдоровка (укр. Федорівка) — село, входит в Гощанскую поселковую общину Ровненского района Ровненской области Украины.
Население по переписи 2001 года составляло 641 человек. Почтовый индекс — 35450. Телефонный код — 3650. Код КОАТУУ — 5621288901.

## История
В 1946 году Указом Президиума ВС УССР село Тудоров переименовано в Фёдоровку.